# G·W·考克斯
G·W·考克斯（英語：George William Cox，1827年1月10日—1902年2月10日）是一位英国历史学家，专攻古希腊历史，主要作品有《希波战争：文明冲突与波斯帝国世界霸权的终结》（The Greeks and the Persians）等。